# Send In the Clowns (альбом, 1981)
Send In the Clowns — студийный альбом американской певицы Сары Воан, выпущенный в 1981 году на лейбле Pablo Records. Альбом был записан в том же году при участии пианиста Джорджа Гаффни, басиста Энди Симпкинса и барабанщика Гарольда Джонса, гитариста Фредди Грином и оркестра под управлением Каунта Бейси.

## Отзывы критиков
| Оценки критиков               | Оценки критиков |
| Источник                      | Оценка          |
| ----------------------------- | --------------- |
| AllMusic                      | [ 1 ]           |
| Encyclopedia of Popular Music | [ 2 ]           |

Скотт Яноу в рецензии AllMusic написал: «Сару Воан на этом приятном свидании сопровождает её обычная ритм-секция начала 80-х. Аранжировки Сэмми Нестико и Эллин Фергюсона, к сожалению, не оставляют места для соло никому из солистов группы Бейси, но Сэсси в превосходной форме. Она показала себя с лучшей стороны в „I Gotta Right to Sing the Blues“, ремейке „If You Could See Me Now“ и быстрой „When Your Lover Has Gone“, хотя некоторым слушателям может понравиться её чрезмерно драматичное исполнение „Send In the Clowns“».

## Список композиций
1. «I Gotta Right to Sing the Blues» (Гарольд Арлен, Тед Колер) — 5:04
2. «Just Friends» (Джон Кленнер, Сэм М. Льюис) — 3:23
3. «If You Could See Me Now» (Тэдд Дамерон, Карл Сигман) — 4:50
4. «Ill Wind» (Гарольд Арлен, Тед Колер) — 4:01
5. «When Your Lover Has Gone» (Эйнар Аарон Свон) — 2:38
6. «Send In the Clowns» (Стивен Сондхайм) — 6:22
7. «I Hadn’t Anyone Till You» (Рэй Нобл) — 4:08
8. «All the Things You Are» (Оскар Хаммерстайн II, Джером Керн) — 3:50
9. «Indian Summer» (Эл Дубин, Виктор Херберт) — 3:31
10. «From This Moment On» (Коул Портер) — 2:32

## Участники записи
- Аранжировка — Эллин Фергюсон
- Бас-гитара — Эндрю Симпкинс
- Вокал — Сара Воан
- Гитара — Фредди Грин
- Дирижёр — Сэмми Нестико
- Продюсер — Норман Гранц
- Саксофон — Бобби Плэйтер, Дэнни Тернер, Эрик Диксон, Джонни Уильямс, Кенни Хинг
- Тромбон — Билл Хьюз, Бути Вуд, Деннис Уилсон, Гровер Митчелл
- Труба — Боб Саммерс, Дейл Карли, Фрэнк Сабо, Сонни Кон, Вилли Кук
- Ударные — Гарольд Джонс
- Фортепиано — Джордж Гаффни